# Comunhão Anglicana Independente
A Comunhão Anglicana Independente Mundial (em inglês, The Anglican Independent Communion Worldwide), sigla AIC-W, é uma das várias comunhões de essência (ethos) anglicana, denominadas de continuantes, não ligadas oficialmente à Sé de Cantuária (em inglês, Canterbury),

## História e abrangência
A Comunhão Anglicana Independente surgiu no ano de 1997 pela iniciativa do Bispo anglicano estadunidense Peter A. Compton-Caputo.
A sede da Comunhão Anglicana Independente está na Inglaterra, onde possui a sua Sé Catedral (Saint Thomas Cathedral), e atualmente está presente em várias partes do globo:
- Província do Reino Unido (Europa): Grã-Bretanha, País de Gales, Escócia e Irlanda;
- Província de Chile (América do Sul): Chile;
- Província de Central América (América Central): El Salvador, Nicarágua, Costa Rica, Honduras, Guatemala e Panamá;
- Província da Austrália (Oceania): Austrália;
- Província da Nigéria (África): Nigéria;
- Província do Canadá (América do Norte): Canadá e Estados Unidos da América;
- Província das Filipinas (Ásia): Filipinas;
- Província da Índia (Ásia): Índia;
- Província do Norte da Índia (Ásia): Índia;
- Província do Quênia (África): Quênia;
- Província de Camarões (África): Camarões;
- Dioceses autônomas - extra-Provinciais: Argentina, Bolívia, México, Equador.

No Brasil, a Comunhão Anglicana Independente já foi representada pelas seguintes Jurisdições: no início pela Igreja Anglicana do Brasil - IAB; que foi constituída como trabalho missionário e apoio de seus Bispos Metropolitanos, após a saída desta da Comunhão, por questões internas, em 2007, ficou representada pela Diocese Anglicana Católica do Brasil, elevada à condição de Província Eclesiástica por ato do Primaz da Comunhão a partir de janeiro de 2008, passando a ser denominada de Província Anglicana Tradicional (ou Igreja Anglicana Tradicional do Brasil - IATB), posteriormente também excluída da Comunhão no início de 2010. Com a exclusão da IATB, permaneceu na estrutura da Comunhão apenas a Diocese do Japi, reconhecida como autônoma a partir de março/2011 com a re-estruturação havida da Comunhão Anglicana Independente Mundial (em ingles: The Anglican Independent Communion Worldwide).

### Características
A comunhão, por ser continuante, possui uma característica eclesial mais conservadora se comparada à Comunhão Anglicana de Cantuária, a maior e mais antiga das comunhões anglicanas existentes, porém, mantém as várias vertentes do Anglicanismo histórico: a evangélica, a anglo-católica, a moderada e a carismática.
De igual maneira que as igrejas anglicanas pertencentes à Comunhão Anglicana de Cantuária, as Igrejas (ou Províncias Eclesiásticas) ligadas à Comunhão Anglicana Independente intitulam-se como católicas e reformadas. A Fé, o Ordenamento e a Prática Litúrgica estão expressos no Livro de Oração Comum e no Ordinal Anglicano, nas versões pós 1662 (época da Restauração Inglesa após o governo puritano de Oliver Cromwell), e mais resumidamente no Quadrilátero de Lambeth de 1888. Este documento define os elementos essenciais da Fé e da Ordem Anglicanas para a busca da unidade cristã, quais sejam:
1. As Escrituras do Antigo e Novo Testamentos como a Palavra revelada de Deus;
2. O Credo Niceno e Apostólico como a declaração suficiente da fé cristã.
3. Os sacramentos do Batismo e da Eucaristia celebrados com as palavras e os elementos usados por Jesus Cristo na última ceia; e
4. O Episcopado Histórico, como símbolo da unidade Cristã.

## Conclusão
A diferença substancial da Comunhão Anglicana Independente Mundial em relação à Comunhão Anglicana de Cantuária vem das questões surgidas no interior desta última quanto à questão do liberalismo versus ortodoxia e do modernismo versus Tradição, a partir da década de 1990. Assim, historicamente, decorre do fracionamento havido no Anglicanismo, fenômeno este existente em todos os ramos do cristianismo provenientes da Reforma Protestante do séulo XVI.